# Бион 6
Бион 6 (Космос 1514) е биомедицинска изследователска космическа мисия, която е изстреляна на 12 декември 1983 г. Две резус маймуни са били поставени в орбита с имплантирани сензори, за да се позволи да се следи кръвното налягане. 18 бременни бели плъхове са били използвани за изследвания на ефектите от микрогравитацията и радиацията. Плъховете впоследствие раждали нормални малки. Мисията приключва след 5 дни. Модула е с тегло 5700 кг.